# Seiji Kaneko
Seiji Kaneko (金古 聖司 Kaneko Seiji?, nacido el 27 de mayo de 1980 en Mizuma, Fukuoka) es un exfutbolista japonés. Jugaba de defensa y su último club fue el Yangon United FC de Japón.

## Trayectoria

### Clubes
| Club                 | País      | Año       |
| -------------------- | --------- | --------- |
| Kashima Antlers      | Japón     | 200 - 200 |
| Vissel Kobe          | Japón     | 200 - 200 |
| Avispa Fukuoka       | Japón     | 200 - 200 |
| Nagoya Grampus Eight | Japón     | 200 - 200 |
| Tampines Rovers FC   | Singapur  | 200 - 200 |
| Mitra Kukar FC       | Indonesia | 200 - 200 |
| Tampines Rovers FC   | Singapur  | 200 - 200 |
| Angthong FC          | Tailandia | 200 - 200 |
| Yangon United FC     | Birmania  | 200 - 200 |

## Palmarés

### Títulos nacionales
| Título             | Club            | País  | Año  |
| ------------------ | --------------- | ----- | ---- |
| Copa J. League     | Kashima Antlers | Japón | 2000 |
| J1 League          | Kashima Antlers | Japón | 2000 |
| Copa del Emperador | Kashima Antlers | Japón | 2000 |
| J1 League          | Kashima Antlers | Japón | 2001 |
| Copa J. League     | Kashima Antlers | Japón | 2002 |
| J1 League          | Kashima Antlers | Japón | 2008 |